# Евховка
Евховка — река в России, протекает в Кичменгско-Городецком районе Вологодской области. Устье реки находится в 41 км по правому берегу реки Пичуг. Длина реки составляет 14 км.
Исток реки находится на Северных Увалах у нежилой деревни Каксур. Генеральное направление течения — запад. Притоки — Каксур (левый); Малая и Большая Доровица (правые). Всё течение проходит по ненаселённому заболоченному лесному массиву, впадает в Пичуг выше деревни Смольянка.

## Данные водного реестра
По данным государственного водного реестра России и геоинформационной системы водохозяйственного районирования территории РФ, подготовленной Федеральным агентством водных ресурсов:
- Бассейновый округ — Двинско-Печорский;
- Речной бассейн — Северная Двина;
- Речной подбассейн — Малая Северная Двина;
- Водохозяйственный участок — Юг;
- Код водного объекта — 03020100212103000010651.